# Stolella evelinae
Stolella evelinae is een mosdiertjessoort uit de familie van de Plumatellidae. De wetenschappelijke naam van de soort is voor het eerst geldig gepubliceerd in 1941 door Marcus.